# Rhein-Sieg-Kreis
Rhein-Sieg-Kreis là một huyện ở phía nam của Nordrhein-Westfalen, Đức. Các huyện giáp ranh là Rheinisch-Bergischer Kreis, Oberbergischer Kreis, Altenkirchen, Neuwied, Ahrweiler, Euskirchen, Rhein-Erft-Kreis, quận of Köln. Thành phố Bonn gần như bị huyện này bao quanh.

## Lịch sử
Huyện như ngày nay được lập năm 1969, trong cuộc tổ chức lại các huyện ở Nordrhein-Westfalen, thông qua việc hợp nhất huyện Sieg với huyện Bonn (từ huyện này thành phố Bonn được tách ra vào năm 1887 để thành thành phố). Huyện Sieg được lập năm 1825.

## Địa lý
Huyện Rhein-Sieg nằm trong thung lũng sông Sieg, từ khi có thêm huyện Bonn được sáp nhập thì gồm thung lũng sông Rhine quanh Bonn, cũng như phần lớn khu vực phía đông Eifel.

## Thị xã và đô thị
| Thị xã | Đô thị |
| --- | --- |
| 1. Bad Honnef 2. Bornheim 3. Hennef (Sieg) 4. Königswinter 5. Lohmar 6. Meckenheim 7. Niederkassel 8. Rheinbach 9. Sankt Augustin 10. Siegburg 11. Troisdorf | 1. Alfter 2. Eitorf 3. Much 4. Neunkirchen-Seelscheid 5. Ruppichteroth 6. Swisttal 7. Wachtberg 8. Windeck |